# Lycoderes unicolor
Lycoderes unicolor är en insektsart som beskrevs av Leon Fairmaire 1846. Lycoderes unicolor ingår i släktet Lycoderes och familjen hornstritar. Inga underarter finns listade i Catalogue of Life.